# Агафоклея
Агафоклея или Агатоклея Богоподобная (др.-греч. Ἀγαθόκλεια Θεότροπος, II в. до н. э.) — царица Индо-Греческого царства, правившая в 130—125 гг. до н. э. как регентша при своём несовершеннолетнем сыне Стратоне I.

## Биография
Агафоклея жила во II в. до н. э., точные годы жизни неизвестны. В настоящее время принято считать, что она была вдовой Менандра I. Возможно также, что она была дочерью царя Агафокла Бактрийского. В результате междоусобной войны, начавшейся после смерти Менандра, Греко-Бактрийское царство распалось на несколько государственных образований, а Агафоклея с сыном Стратоном закрепились на территориях Гандхары и Пенджаба.
По найденным монетам историки заключили, что Агафоклея правила в период 130—125 гг. до н. э., и в этом случае она могла быть вдовой не Менандра, а другого царя — Никия либо Теофила. Во всяком случае она была первой царицей, правившей одним из эллинистических государств, образовавшихся после распада державы Александра Македонского. Очевидно, она была царских кровей и правила по праву наследования.
Греко-бактрийские цари чеканили монеты, на которых они изображены в полном вооружении со шлемами и с копьями. По изображениям же на монетах, на некоторых из которых Агафоклея изображена в шлеме одна, на других — вместе с сыном, можно заключить, что Агафоклея ассоциировала себя с богиней Афиной, которую считали покровительницей рода Менандра. Эти монеты выполнены из серебра и бронзы и имеют в основном греческие надписи, некоторые — индийские.